# Nationalstraße 5 (Taiwan)
Die Nationalstraße 5 (chinesisch 國道五號, Pinyin Guódào wǔ hào, engl. National freeway 5), auch bekannt als Chiang-wei-shui-Autobahn (chinesisch 蔣渭水高速公路, Pinyin Jiǎng wèishuǐ gāosù gōnglù) oder Beiyi-Autobahn (chinesisch 北宜高速公路, Pinyin Běiyí gāosù gōnglù – „nördlich gelegene Autobahn“), ist eine Autobahn in Taiwan. Die Autobahn verläuft in ost-westlicher Richtung im Norden der Insel, von Taipeh in den Landkreis Yilan an der Ostküste. Es ist die einzige Autobahn des Landes, die zur Ostküste Taiwans führt. Die Autobahn ist 54 Kilometer lang und führt durch viele Tunnel.

## Straßenbeschreibung
Die Autobahn beginnt im Osten der Hauptstadt Taipeh an der Autobahn , die von Keelung kommt und eine Südumgehung Taipeh bildet. Die Autobahn hat 2 × 2 Fahrspuren und läuft durch die Bergregion in der Mitte der Insel. Große Teile der Strecke verlaufen durch Tunnels. Der längste Tunnel ist 12,9 Kilometer lange, zweispurig ausgebaute Hsuehshan-Tunnel. Die Autobahn führt dann zur flachen Yilan-Ebene und biegt Richtung Süden ab. Hier bildet sie eine Umgehungsstraße der Stadt Yilan. Weiter südlich endet die Autobahn bei Luodong.

## Geschichte
Die Nationalstraße 5 ist eine der neueren Autobahnen Taiwans. Der Bau des Hsuehshan-Tunnels begann im Juli 1991 und im Januar 2000 wurde der erste Autobahnabschnitt bei Taipeh eröffnet. Am 15. Dezember 2004 wurde der Abschnitt zwischen Shenkeng und Pinglin mit einer Reihe von Tunneln eröffnet. Am 22. Januar 2006 wurde der südlichste Teil zwischen Toucheng und Dongshan zum Verkehr freigegeben. Am 16. Juni 2006 eröffnete der Hsuehshan-Tunnel, der zum Eröffnungszeitpunkt der damals der längste 2×2-spurige Tunnel der Welt war. Am 22. Januar 2006 wurde der Abschnitt zwischen Pinglin und Toucheng eröffnet. Die Reisezeit zwischen der Ostküste und Taipeh sank von zwei Stunden auf 40 Minuten.

## Eröffnungsdaten der Autobahn
| von       | nach     | Länge | Datum      |
| --------- | -------- | ----- | ---------- |
| Freeway 3 | Shenkeng | 4 km  | 27.01.2002 |
| Shenkeng  | Pinglin  | 11 km | 15.12.2004 |
| Pinglin   | Dongshan | 39 km | 22.01.2006 |

## Zukunft
Es existieren Planungen (zum Teil schon im fortgeschrittenen Stadium), die Gesamtlänge der Nationalstraße 5 von 54 Kilometer auf 366 Kilometer zu verlängern. Genauere Daten liegen nicht vor.

## Ausbau der Fahrbahnen
| von              | nach     | Länge | Fahrspuren |
| ---------------- | -------- | ----- | ---------- |
| Nationalstraße 3 | Dongshan | 54 km | 2 × 2      |

## Größere Orte an der Autobahn
- Taipeh
- Pinglin
- Toucheng
- Yilan
- Luodong
- Su’ao